# Gobernanza de Internet
La gobernanza de Internet es el desarrollo y la aplicación de principios compartidos, normas, reglas, procedimientos de toma de decisiones y programas que dan forma a la evolución y el uso del internet. Este artículo describe cómo el internet se gobierna en el pasado y el presente, algunas de las controversias que han ocurrido y los debates actuales acerca de cómo el internet debería o no debería ser gobernado en el futuro.
El concepto de gobernanza de internet no debería ser confundido con gobierno electrónico, el cual refiere al uso de tecnología por parte de un gobierno para llevar a cabo sus actividades.

## Antecedentes
No existe, una única persona, compañía, organización o gobierno que gobierne el internet. Es una red distribuida globalmente que está formada de muchas redes autónomas voluntariamente interconectadas. Opera sin un cuerpo gobernante central, donde cada red constituyente establece y hace valer sus propias políticas. Su gobernanza está dirigida por una red descentralizada e internacional de múltiples partes interesadas de grupos autónomos provenientes de la sociedad civil, el sector privado, gobiernos, las comunidades académicas y de investigación y organizaciones nacionales e internacionales. Todas ellas trabajan en cooperación desde sus roles respectivos para crear políticas compartidas y estándares que mantienen la interoperabilidad global del internet para el bien público.

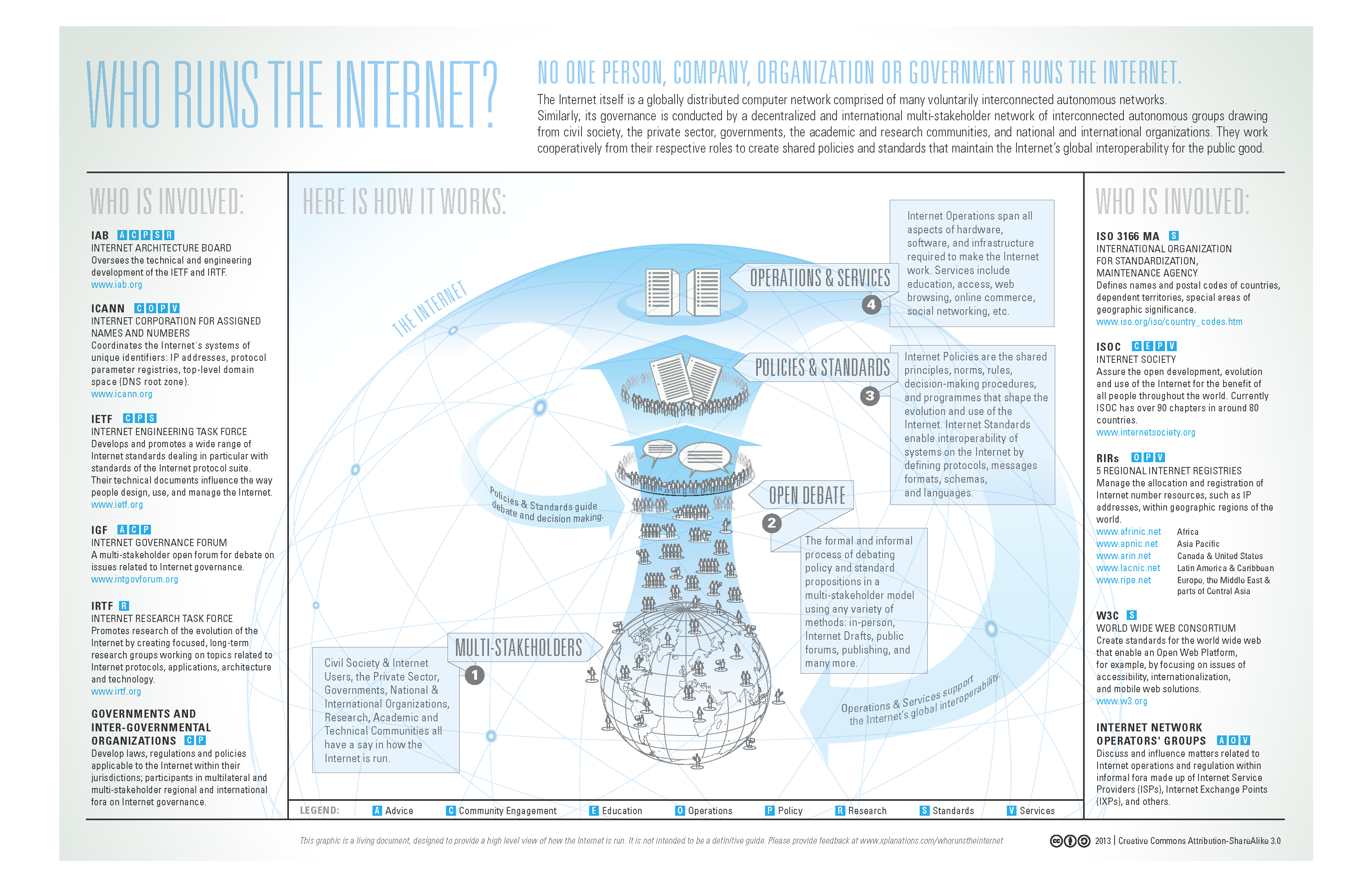
Gráfico: ¿Quién controla el internet?

Sin embargo, para asegurar la interoperabilidad, varios aspectos claves técnicos y de políticas de la infraestructura central y los espacios de nombres son administrados por la Corporación de Internet para la Asignación de Nombres y Números (ICANN por sus siglas en inglés), que tiene su sede en Los Angeles, California. La ICANN supervisa la asignación de identificadores globalmente únicos en el internet, incluyendo nombres de dominio, direcciones de Protocolo de Internet, números de puertos de aplicaciones en los protocolos de transporte y muchos otros parámetros. Esto busca crear un espacio de nombres globalmente unificado para asegurar el alcance global del internet. La ICANN está gobernada por una mesa internacional de directores que provienen de las comunidades técnica, de negocios, académica y no-comercial del internet. Sin embargo, la Administración Nacional de Telecomunicaciones e Información, una agencia del Departamento de Comercio de Estados Unidos, aún tiene la aprobación final sobre los cambios que se hagan a la zona raíz del DNS. Esta autoridad sobre la zona raíz hace a la ICANN una de las pocas organizaciones con influencia global y centralizada sobre el internet distribuido en todo el mundo.: 61  En la Afirmación de Compromisos del 30 de septiembre de 2009, firmada por el Departamento de Comercio y la ICANN, el Departamento de Comercio finalmente afirmó que "un proceso privado de coordinación... es el mejor y más apto para satisfacer, de forma flexible, las necesidades cambiantes del Internet y los usuarios del Internet.: párr. 4  Mientras que la misma ICANN interpretó esto como una declaración de su independencia, hay académicos que aún señalan que este no es el caso todavía. Considerando que el Departamento de Comercio puede terminar unilateralmente la Afirmación de Compromisos con la ICANN, la autoridad de la administración del DNS también se puede ver como revocable y derivada de un solo Estado, es decir los Estados Unidos.
La estandarización técnica subyacente de los protocolos centrales del internet (IPv4 e IPv6) es una actividad del Grupo de trabajo de ingeniería de internet (IETF por sus siglas en inglés), una organización sin ánimo de lucro de participantes internacionales afiliados a la que cualquiera se puede asociar contribuyendo con conocimientos técnicos.
El 16 de noviembre de 2005, la Cumbre Mundial sobre la Sociedad de la Información (WSIS), celebrada en Túnez, estableció el Foro para la Gobernanza de Internet (IGF) para abrir una conversación continua y sin compromisos legales entre múltiples partes interesadas acerca del futuro de la gobernanza de Internet.: 67  Desde la Cumbre, el término "Gobernanza de Internet" se ha ampliado más allá de los temas técnicos específicos para incluir una amplia gama de temas sobre las políticas relacionadas al Internet.: 79–80 

## Definición
La definición de Gobernanza de Internet ha sido debatida por varios grupos en todas las líneas políticas e ideológicas. Uno de los debates principales trata sobre la autoridad y participación de ciertos actores, como gobiernos nacionales, entidades corporativas y la sociedad civil, en asumir un papel en la gobernanza de Internet.
Un grupo de trabajo establecido después de la WSIS propuso la siguiente definición de Gobernanza de Internet como parte de su reporte de junio de 2005:

Internet governance is the development and application by Governments, the private sector and civil society, in their respective roles, of shared principles, norms, rules, decision-making procedures, and programmes that shape the evolution and use of the Internet.
La gobernanza de Internet es el desarrollo y la aplicación de los gobiernos, el sector privado y la sociedad civil, en sus respectivos roles, de principios compartidos, normas, reglas, procedimientos de toma de decisión y programas que dan forma a la evolución y uso del Internet

El profesor de derecho Yochai Benkler desarrolló una forma de conceptualizar la gobernanza de Internet por la idea de tres "capas" o niveles de gobernanza:
- Nivel de infraestructura física (a través del cual viaja la información)
- Nivel de código o lógico (que controla la infraestructura)
- Nivel de contenido (que contiene la información señalada a través de la red)

Los profesores Jovan Kurbalija y Laura DeNardis también han ofrecido definiciones comprensivas de la Gobernanza de Internet. De acuerdo con Kurbalija, el acercamiento amplio a la Gobernanza de Internet va "más allá de los aspectos de la infraestructura y toma en consideración otros temas legales, económicos, de desarrollo y socioculturales"; en una línea similar, DeNardis argumenta que "la Gobernanza de Internet generalmente se refiere a los temas de política y coordinación técnica relacionados con el intercambio de información a través del Internet". Una de las cuestiones sobre política más relevantes es exactamente si las respuestas regulatorias son apropiadas para regular el contenido entregado a través del Internet: incluye reglas importantes para la mejora de la seguridad de Internet y para tratar con amenazas como el ciber-acoso, violaciones de los derechos de autor, protección de datos y otras actividades ilegales o disruptivas.

## Principios rectores
Existen los siguientes principios rectores de la Gobernanza de Internet:
A) Voluntarismo: Se trata de la participación del público y usuarios en la determinación del éxito en las políticas técnicas del Internet, por lo tanto no se define en una autoridad central.
B) Innovación sin permiso: No se debe restinguir ni regular la capacidad de los individuos y las organizaciones para crear y utilizar nuevos estándares, aplicaciones o servicios, por lo que cualquier persona tiene el poder de crear una nueva aplicación de internet sin la necesidad de obtener la autorización de una autoridad central.
C) Enfoques pragmáticos y basados en la evidencia: Las discusiones, debates y decisiones relacionadas con la gobernanza de Internet deben tener en cuenta y basarse en información objetiva y empírica.
D) Supervisión y empoderamiento colectivos: Es necesario desarrollar estructuras y principios de gobernanza en un entorno de fuerte cooperación entre todas las partes interesadas, donde cada una contribuya sus propias habilidades para poder garantizar la seguridad, estabilidad y resiliencia de Internet 
Algunos autores también consideran principios rectores a: 
1. Participación abierta, inclusiva y transparente: Para garantizar que los resultados de los procesos de gobernanza de Internet sean tanto eficaces como aceptados, es necesaria la participación de actores interesados e informados, cada uno con sus respectivas funciones y responsabilidades. Esta participación también asegura que las partes interesadas puedan participar directamente en el trabajo y tener acceso a sus resultados.
2. Toma de decisiones basada en el consenso: Los procesos de formulación de políticas deben tener en cuenta tanto la experiencia práctica como la pericia individual y colectiva de una amplia gama de partes interesadas. Las decisiones se deben tomar mediante procesos responsables basados en el consenso.

## Historia
Para entender cómo se administra el Internet, es necesario conocer un poco de su historia. La ARPANET original es uno de los componentes que eventualmente evolucionaron para convertirse en el Internet. Como sugiere su nombre, ARPANET fue patrocinada por la Agencia de Proyectos de Investigación Avanzados de Defensa (DARPA, por sus siglas en inglés) dentro del Departamento de Defensa de los Estados Unidos Durante el desarrollo de ARPANET, una serie numerada de memos de Request for Comments (RFCs) documentaron las decisiones técnicas y métodos de trabajo a medida que se desarrollaban. Los estándares del Internet actual aún son documentados por RFCs.
Entre 1984 y 1986, la Fundación Nacional para la Ciencia de Estados Unidos (NSF) creó las bases de NSFNet, usando TCP/IP, para conectarse a sus laboratorios de supercomputación. NSFNet se convirtió en una red de investigación de propósito general, un centro para conectar los centros de supercomputación entre sí y a las redes regionales de investigación y educación que, en su momento, conectarían las redes de los campus universitarios. Las redes combinadas se conocieron en general como el Internet. Hacia el final de 1989, Australia, Alemania, Israel, Italia, Japón, México, los Países Bajos, Nueva Zelanda y el Reino Unido estaban conectados al Internet, que ya había crecido y tenía más de 160,000 hosts.
En 1990, ARPANET fue formalmente terminado. En 1991, la NSF comenzó a relajar sus restricciones sobre el uso comercial en NSFNET y los proveedores de redes comerciales comenzaron a interconectarse. Las restricciones finales sobre el transporte de tráfico comercial finalizaron el 30 de abril de 1995, cuando la NSF finalizó su patrocinio del Servicio troncal NSFNET y el servicio finalizó. En la actualidad, casi toda la infraestructura de Internet en los Estados Unidos, y gran parte en otros países, es proporcionada y es propiedad del sector privado. El tráfico se intercambia entre estas redes, en los principales puntos de interconexión, de acuerdo con los estándares establecidos de Internet y los acuerdos comerciales.

## Organismos de internet
- Comisión Global de Gobernanza de Internet, lanzada en enero de 2014 por dos grupos de expertos internacionales, el Centro de Innovación de Gobernanza Internacional y Chatham House, para hacer recomendaciones sobre el futuro de la gobernanza de Internet global.
- Organización Internacional de Normalización, Agencia de Mantenimiento (ISO 3166): define nombres y códigos postales de países, territorios dependientes, áreas especiales de importancia geográfica. Hasta la fecha, solo ha desempeñado un papel menor en el desarrollo de estándares de Internet.
- Internet Architecture Board (IAB): supervisa el desarrollo técnico y de ingeniería de IETF e IRTF.
- Corporación de Internet para la Asignación de Nombres y Números (ICANN por sus siglas en inglés): coordina los sistemas de Internet de identificadores únicos: direcciones IP, registros de parámetros de protocolo, espacio de dominio de nivel superior (zona raíz DNS). Realiza funciones de la Autoridad de Números Asignados de Internet (IANA) para la comunidad global de Internet.
- Grupo de Trabajo de Ingeniería de Internet (IETF por sus siglas en inglés): desarrolla y promueve una amplia gama de estándares de Internet que se ocupan en particular de los estándares del conjunto de protocolos de Internet. Sus documentos técnicos influyen en la forma en que las personas diseñan, usan y administran Internet.
- Internet Research Task Force (IRTF): promueve la investigación de la evolución de Internet mediante la creación de grupos de investigación enfocados a largo plazo que trabajan en protocolos, aplicaciones, arquitectura y tecnología de Internet.
- Grupos de operadores de redes de Internet (NOG): grupos informales establecidos para proporcionar foros a los operadores de redes para discutir asuntos de interés mutuo.
- Internet Society (ISOC): asegura el desarrollo abierto, la evolución y el uso de Internet en beneficio de todas las personas en todo el mundo. Actualmente ISOC tiene más de 90 capítulos en alrededor de 80 países.
- Organización de recursos numéricos (NRO): establecida en octubre de 2003, la NRO es una organización no incorporada que une los cinco registros regionales de Internet.
- Registros regionales de Internet (RIR por sus siglas en inglés): hay cinco registros regionales de Internet. Administran la asignación y el registro de los recursos de números de Internet, como las direcciones IP, dentro de las regiones geográficas del mundo.
- World Wide Web Consortium (W3C por sus siglas en inglés): crea estándares para la World Wide Web que permiten una plataforma web abierta, por ejemplo, al enfocarse en temas de accesibilidad, internacionalización y soluciones web móviles.

### Organismos de las Naciones Unidas
- Foro para la Gobernanza de Internet (IGF por sus siglas en inglés): un foro de múltiples partes interesadas para el diálogo sobre políticas.
  - Iniciativas regionales, nacionales y temáticas del IGF
  - Grupo de trabajo de la Comisión de Ciencia y Tecnología para el Desarrollo (CSTD) sobre mejoras al IGF (CSTDWG), activo desde febrero de 2011 hasta mayo de 2012.
- Unión Internacional de Telecomunicaciones (UIT)
  - Conferencia Mundial de Telecomunicaciones Internacionales (WCIT), una conferencia a nivel de tratado facilitada por la UIT para abordar las regulaciones internacionales de telecomunicaciones, celebrada en diciembre de 2012 en Dubái.
- Cumbre Mundial sobre la Sociedad de la Información (CMSI), cumbres celebradas en 2003 (Ginebra) y 2005 (Túnez).
  - Foro de la CMSI, reuniones anuales celebradas en Ginebra a partir de 2006 como seguimiento del Plan de Acción de Ginebra de la CMSI.[17]
  - WSIS + 10, un evento de alto nivel y una versión ampliada del Foro de la CMSI para hacer un balance de los logros de los últimos 10 años y desarrollar propuestas para una nueva visión más allá de 2015, celebrada del 13 al 17 de abril de 2014 en Sharm el-Sheikh, Egipto .
- Grupo de Trabajo sobre Gobernanza de Internet (WGIG), activo desde septiembre de 2004 hasta noviembre de 2005.